# Lenguas de Norteamérica

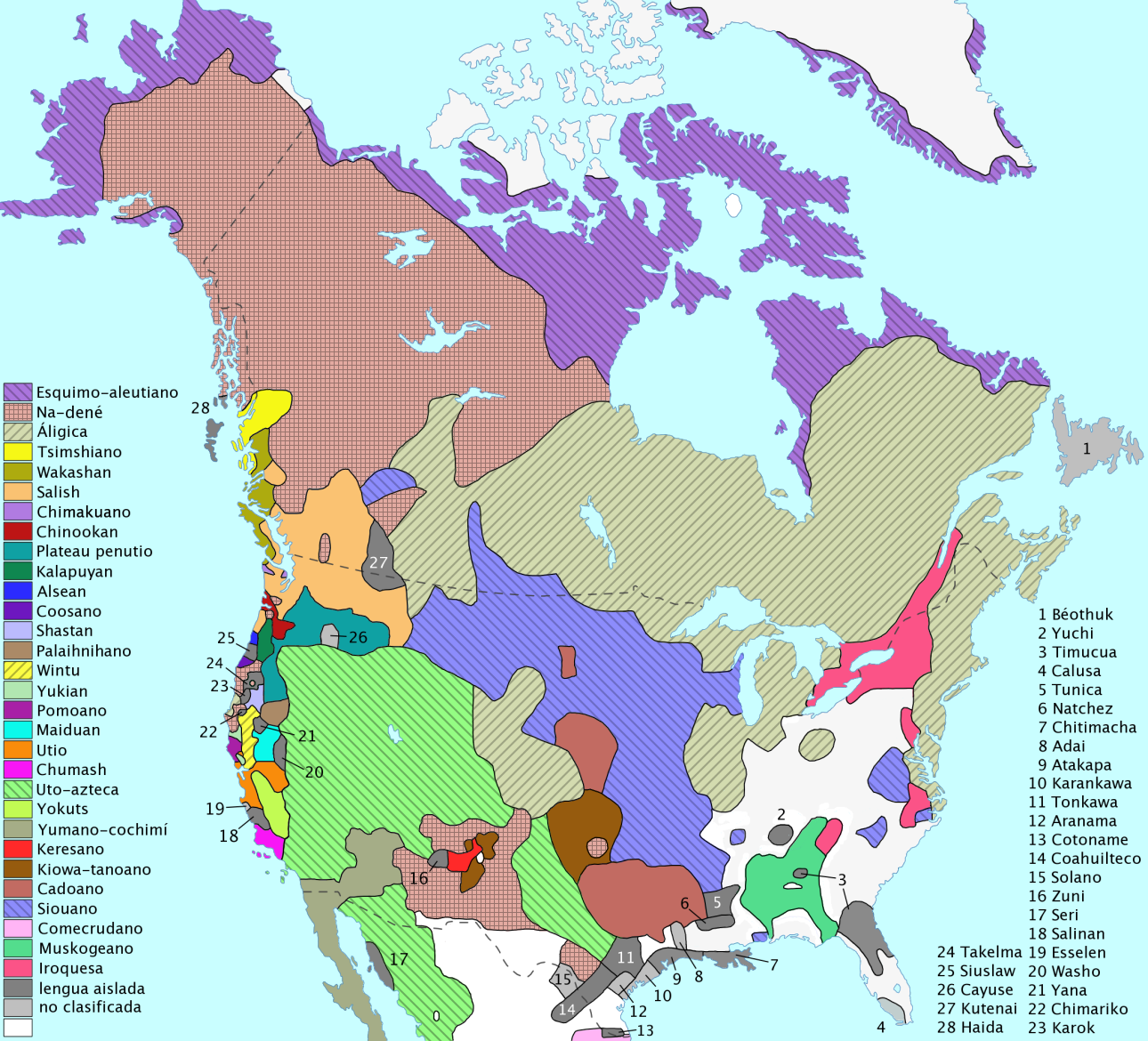
Distribución de las lenguas de Norteamérica antes de la conquista europea.

Las lenguas de Norteamérica se reflejan no sólo en los pueblos indígenas del continente, sino también en las colonias europeas. Los idiomas más hablados de Norteamérica son el inglés, español y el francés.

## Historia
La mayor parte de los historiadores concuerdan en que la población nativa de América procede de Asia y llegó a América a través del Estrecho de Bering, cosa que se aprecia en los rasgos raciales que los nativos americanos comparten con los pueblos de Asia, como por ejemplo los rasgos amerindios que aparecen en las espaldas y nalgas de los recién nacidos y que desaparecen con el crecimiento. 
La fecha que se fija para las primeras olas migratorias hacia el continente americano desde Asia es veinte mil años a. C., siendo razonable pensar que hubo posteriormente otras. Por ejemplo, muchos investigadores creen que la migración esquimo-aleutiana desde Asia tuvo lugar hacia el 3000 a. C., aunque se puede suponer que al haber todavía asentamientos esquimales en Asia, en el extremo nororiental de Siberia, la emigración esquimal pudo ser en sentido contrario, es decir desde Alaska a Asia. 
El primer contacto conocido entre europeos y nativos del Nuevo Mundo tuvo lugar poco después del año 1000 cuando Leif Erikson puso su pie en 'Vinland', posiblemente la Península del Labrador o cualquier otro sitio entre ese lugar y Maine, y se encontró a los skrälingar, a quienes define como 'colegas pequeños'. No está claro si con esa expresión se refiere a los esquimales o a los indios; poco después el hermano de Leif, Thorwald, fue muerto por una flecha de los skrälingar. Cuatro siglos después, Jacques Cartier negociaba con hablantes en lengua iroquesa en Quebec. Para 1620 los colonos procedentes de Inglaterra estaban en contacto con los indios, los que parecen ser iroqueses, en Nueva Inglaterra.
Como resultado del flujo anglo-francés, palabras indias, sobre todo iroquesas, fueron registradas por los exploradores y misioneros, avanzándose incluso en la identificación de la relación genética entre las diferentes formas de la familia iroquesa. No obstante el estudio de las lenguas indias de América del Norte fue fragmentario y no tiene comparación con el estudio más profundo realizado en Mesoamérica. No fue hasta la obra de Franz Boas (1858-1942) que se realizó un fértil trabajo antropológico, lingüístico y etnológico en el estudio científico de las lenguas indias de América del Norte.
Cuando los europeos colonizaron Norteamérica había unas 300 lenguas nativas, a lo que siguió una historia de erosión, declive y en muchos casos extinción. Hoy quedan unas 50 o 100 lenguas de las cuales la mayoría son habladas por gente de edad avanzada, siendo conocidas por unas pocas docenas de personas o como mucho centenares.

## Cifras
En cuanto al número de hablantes pasados y presentes no se puede establecer ninguna cifra exacta, sólo estimativa y por comparación. Se cree que cuando los europeos llegaron al Nuevo Mundo, en el norte de México hablaban sus propias lenguas cerca de millón y medio de personas, que actualmente se han reducido a unas doscientas mil. 
Cinco lenguas, choctaw, muskogui, dakota, cheroqui y pima-papago, tienen entre diez mil y veinte mil hablantes y dos, cree y ojibwa, elevan ese número hasta cuarenta mil o cincuenta mil. La única lengua que rompe la perspectiva general de decadencia es la navajo, que no solamente ha conseguido estabilidad sino que está creciendo en número, rondando los 100.000 hablantes.

## Clasificación filogenética

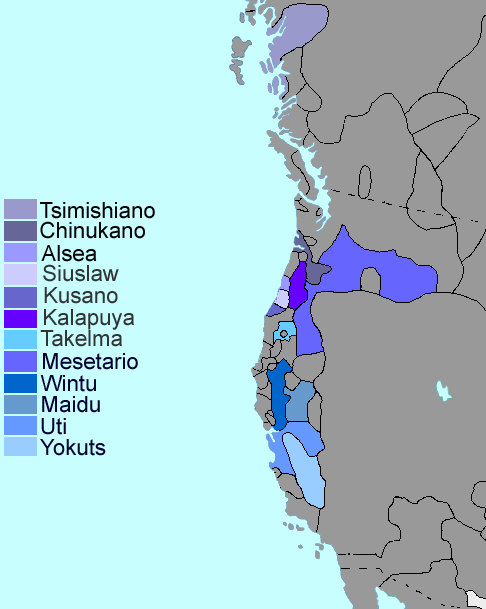
Las lenguas penutíes no son universalmente aceptadas como familia lingüística probada, sin embargo, recientemente se ha establecido sólidamente parentesco entre varios de sus subgrupos.

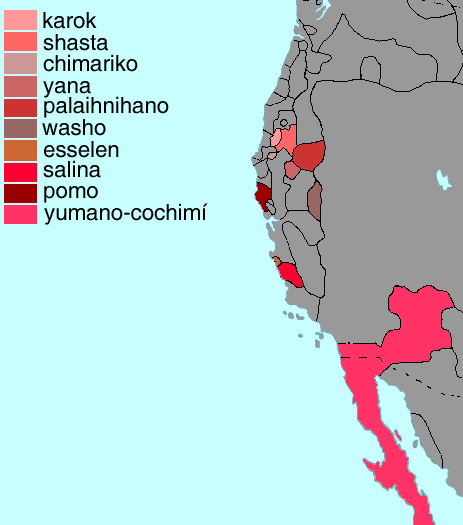
Las lenguas hokanas tampoco son universalmente aceptadas como familia lingüística probada, sin embargo, algunos de sus subgrupos sí es probable que estén emparentados entre sí.

La clasificación de las lenguas aborígenes americanas, en general, no está exenta de discusión. A mediados del siglo XX las lenguas amerindias norteamericanas se han clasificado en sesenta familias diferentes, sin que los lingüistas hayan demostrado una relación genética que las aglutine. 
El Mayor John Wesley Powell, fundador de la Oficina de Etnología Estadounidense, dividió, en 1891, las lenguas en 58 troncos en función de su similitud léxica. Posteriormente se han realizado otras clasificaciones basadas en análisis más técnicos y detallados, de forma que se han establecido las relaciones genéticas definitivas entre muchas lenguas indias norteamericanas, habiéndose reconstruido sus modelos ancestrales: proto-algonquino, proto-atabascano, proto-iroqués, etc. No obstante ninguna de esas reconstrucciones ha arrojado luz sobre la cuestión de los orígenes de los indios americanos. 
En América del Norte hay tres grupos de lenguas que se hablan en la actualidad:
- Las nativas o aborígenes.
- Las importadas de Europa (principalmente español, inglés y francés) y predominantes numérica y socialmente.
- Las lenguas de contacto, es decir, pidgins y criollos.

Las lenguas aborígenes se pueden en clasificar en unas cuarenta familias bien establecidas, además de otra treintena de lenguas aisladas o no clasificadas. Diversos autores han conjeturado que algunas de estas cuarenta familias podrían estar relacionadas entre sí en un intento de reducir el número de familias. Sin embargo, esas agrupaciones superiores no tienen tanto consenso y muchas de las macrofamilias propuestas son altamente polémicas. Edward Sapir propuso una agrupación en siete superfamilias: 
1. Esquimo-aleutiana
2. Na-dené
3. Hokana
4. Penutia
5. Azteco-tanoana
6. Macro-algonquina
7. Macro-siux

Esta clasificación en sólo siete grupos es altamente controvertida y rechazada por la mayoría de especialistas, aun así fue retomada por la aún más polémica clasificación de Joseph Greenberg (1987), que propuso la llamada hipótesis amerindia que reduce el número total de familias en Norteamérica a sólo tres. De las familias propuestas por Sapir sólo la 1 y la 2 son universalmente aceptadas, las familias 3 y 4 tienen una aceptación parcial (es decir, se aceptan reduciendo el número de lenguas dentro de esas categorías respecto a las listas que propuso Sapir). Las últimas tres son casi universalmente rechazadas aunque algunos autores han formulado hipótesis similares reduciendo el número de lenguas dentro de esos grupos, que tienen algo más de aceptación que la propuesta original de Sapir. 
Además se podría añadir un grupo casi extinguido de lenguas aisladas en la costa noroccidental del Pacífico y el grupo hokano de lenguas en California, Arizona y México.

## Escritura
En Norteamérica, por influencia de la escritura europea -o en muchos casos por su estudio directo- muchas tribus desarrollaron algunas formas de escritura. Como los silabarios del cheroqui (sistema que representa cada sílaba diferente por un signo), del micmac, cree y las inuit de Groenlandia.

## Gramática

### Consonantes
Las consonantes glotales (la tienen enana)aparecen en atabascano, siux y salish. Las aspiradas en las familias siux, pomo y yuma. Las retrorreflejas (o cacuminales) en la pomo, yuma y otras lenguas de California. Las velares aparecen en la familia esquimal-aleutiana, la yuto-azteca del norte y la atabascana de California entre las lenguas del subcontinente norteamericano. La consonante velar nasal es el fonema ng y lo poseen el esquimal, haida, yuma y las atabascanas de California. Las nasales sordas y las semiconsonantes son fonemas parecidos a m, n, y, y w, aparecen en algunos dialectos del iroqués. La i sorda se encuentra en alguna variante esquimal, en otras de California, y en las subfamilias atabascana, salish y muskogee. Las 
consonantes africadas laterales aparecen en las subfamilias atabascana, sahaptin, kwakiutl y náhuatl.

### Vocales
Las vocales sordas o sibilantes aparecen en los grupos zuñi, hopi y keres (todas ellas habladas por las gentes de la etnia Pueblo), las lenguas yuto-aztecas y el grupo cheyene, de la familia algonquino-ritwan. Poseen vocales nasalizadas (como en portugués y francés) el atabascano, el algonquino oriental, el siux, el muskogee y los grupos kiowa-tano. La i alta y media se da en comanche y en la costa Tsimshian.

### Acentos
Una diferencia en el acento tónico o de intensidad distingue una palabra de otra. Poseen acento de intensidad el mohawk y el cheroqui (iroquesas), el crow (siux), cheyene, arapajó y penobscot, del grupo algonquino.

### Formas coloquiales
En las lenguas aborígenes de Estados Unidos y Canadá emplean formas coloquiales diferentes según lo emitan mujeres u hombres, como en yana, muskogee y atsina. También hay lenguas rituales que tienen formas especiales del habla para las ceremonias, como las zuñi, iroquesas y algunas más. En regiones plurilingües surgen las jergas de intercambio. Son lenguajes simplificados y entre ellos están el chinook, mobilio y delaware. Otras pocas lenguas desarrollan unas formas silbantes del habla, donde la melodía de los silbidos corre pareja a la de los tonos de la lengua. Se emplea en situaciones de cortesía y aparece en kickapoo (algonquina-ritwa), que es una lengua mexicana próxima a Texas. 

### Orden sintáctico
El orden sintáctico varía de una lengua a otra, tanto en su importancia como en su función. En unas, este orden sintáctico es relevante como algunas californianas que siguen sujeto-objeto-verbo. 
Poseen referencia selectiva las lenguas que indican si el sujeto o el objeto de una oración es el mismo o es diferente del que posee una oración anterior. En español, por ejemplo, si alguien dice: "Pepe vio a Maite cuando salía de su casa", el oyente no puede saber ni quién salía ni de quién es la casa, porque no existe la referencia selectiva. Este rasgo lo posee la algonquina, la paiute, la papago y la yuma.

### Afijos
Los afijos instrumentales (prefijos, infijos y sufijos) se añaden a los verbos para indicar con qué instrumento o por qué procedimiento se realiza la acción. Esta distinción la muestra, por ejemplo, la lengua karok, que en el prefijo pa- indica el empleo de la boca. Así pácup significa 'besar' y paxut significa 'sujetar la boca'. Existe un sistema de prefijos en haida, tlingit y otras lenguas norteamericanas.